# Suffren (1899)
Броненосец «Сюффрен» (фр. Suffren) — французский эскадренный броненосец начала XX века, названный в честь адмирала Сюффрена.
Был разработан как улучшенная версия спроектированного в 1897 году эскадренного броненосца «Йена». Из-за затянувшейся постройки вступил в строй только в 1904 году, уже будучи морально устаревшим. Имел неудачливую, богатую инцидентами карьеру. Погиб со всем экипажем в районе Лиссабона 26 ноября 1916 года после атаки германской подводной лодки U-52.

## История
В 1898 году французское морское командование решило заложить в пару к заказанной ранее «Йене» ещё один броненосец. Первоначально новый корабль задумывался как копия «Йены» с минимальными усовершенствованиями, однако по мере обсуждения проекта в Военно-Морском Совете (фр. Conseil des travaux de la Marine) количество вносимых изменений все возрастало, пока концепция не преобразовалась в совершенно новый проект, лишь частично опирающийся на конструкцию «Йены».
Из-за всех задержек корабль, заказанный в 1898 году, был заложен только в январе 1899 и спущен на воду в июле того же года. Постоянные смены морских министров и проблемы с утверждением военно-морского бюджета привели к сильным задержкам поставки материалов и оборудования, и достройка корабля на плаву, фактически, началась только в 1900. В результате всех задержек и выявившихся на испытаниях проблем, корабль вступил в строй только в 1904, уже являясь морально устаревшим.

## Конструкция
«Сюффрен» был несколько больше «Йены», с полным водоизмещением в 12892 тонны. Его длина составляла 125,91 метр, ширина — 21,42 метра и осадка — 7,39 метра носом и 8,22 метра кормой. По другим данным, водоизмещение составило 12527 тонн, длина по ватерлинии 125,5 м, ширина 21,4 м, осадка 8,38 м. Как и предшествующий корабль, он получил скуловые кили для улучшения мореходности. Мощность машин составляла 16700 л. с., скорость 17,9 узлов.

### Вооружение
Главное вооружение корабля было идентично «Йене» — четыре 305-миллиметровые 40-калиберные пушки образца 1896 года в двух двухорудийных башнях. Между тем, боезапас главного калибра по сравнению с "«Йеной» был увеличен на треть — с 45 до 60 снарядов на орудие, что все равно было несколько меньше, чем у броненосцев других стран, имевших по 70-80 снарядов на одно орудие главного калибра.
Существенно изменено было вспомогательное вооружение. Корабль получил десять 164-мм орудий образца 1893 года. В отличие от «Йены» с её казематированым расположением вспомогательной артиллерии, на «Сюффрене» вернулись к смешанному башенно-казематному расположению. Шесть орудий стояли в одноорудийных башнях по углам надстройки и в её центре. Оставшиеся четыре орудия размещались в казематах в центре корпуса, причём казематы выдавались на спонсонах за борт. Ещё восемь 100-миллиметровых орудий были установлены в щитовых установках на средней палубе.
Противоминная оборона обеспечивалась двадцатью 47-миллиметровыми орудиями Гочкиса на мачтах и крыше надстройки. Ещё два 37-миллиметровых орудия Гочкиса были установлены на крыше рубки.
Корабль также нёс четыре 450-мм торпедных аппарата. Два из них находились под водой и были направлены вперед под углом в 30 градусов к оси корабля. Два надводных аппарата имели вращающееся основание и могли наводиться на траверз под определённым углом. Имелось двенадцать торпед, из них восемь боевых.

### Бронирование
Корабль имел полный пояс из гарвеевской брони по ватерлинии высотой в 2,5 метра и толщиной до 300 миллиметров на всей длине. Нижний край пояса утоньшался до 120 мм. Верхний пояс, проходящий выше главного, прикрывал в том числе и основания казематов, и имел толщину в 100—152 миллиметра.
Горизонтальное бронирование было представлено выпуклой броневой палубой, края которой в оконечностях спускались ниже уровня ватерлинии. Центральная часть палубы проходила поверх главного пояса. Толщина палубы достигала 60 мм. Траверсы имели толщину 110 мм.
Башни главного калибра защищала 290-мм броня (либо 325-мм). Впервые во французской практике были применены подбашенные барбеты, вмещающие аппаратуру вращения башни (у предшествующих башен аппаратура вращения размещалась во вращающейся части башни). Их толщина достигала 250 мм. Башни вспомогательного калибра имели толщину брони от 102 мм на фронтальной части и до 200 мм на тыловой плите. Рубка защищалась 224—274 миллиметровыми броневыми плитами (либо 305-мм), при толщине крыши в 50 мм.

## Служба

### Предвоенные годы
Ещё до вступления в строй «Сюффрен» принял участие в артиллерийских испытаниях, проводившихся в 1903 году с целью испытания устойчивости конструкций к тяжелым снарядам. Стальная плита толщиной в 550 миллиметров была закреплена на носовой башне «Сюффрена», после чего броненосец «Массена» с дистанции в 100 метров выпустил по ней несколько 305-миллиметровых снарядов. Первые три были учебными болванками: последующие два — боевыми снарядами. В результате обстрела, плита была разбита, но расположенная за ней башня не пострадала и сохранила полную боеспособность.
3 февраля 1904 года «Сюффрен» вступил в строй Средиземноморской эскадры. На протяжении ранней карьеры корабль преследовали неполадки и неудачи. Как выяснилось вскоре после введения в эксплуатацию, средняя паровая машина была размещена неудачно, и постоянно перегревалась при работе. 5 февраля 1906 года во время учений броненосец столкнулся с субмариной «Бонит», отрабатывавшей учебную атаку: инцидент обошёлся без жертв, но оба корабля были повреждены. 12 марта 1907 года стоявший в доке Тулона «Сюффрен» пострадал от взрыва находившегося в соседнем доке броненосца «Йена», на котором произошло самовозгорание нитроцеллюлозного пороха. В 1908 году во время манёвров на броненосце переломился вал центрального винта: хотя ремонт был успешен, в 1910 году в аналогичной ситуации переломился вал левобортного винта и винт отвалился полностью. 14 февраля 1911 года правый якорь внезапно сорвался и упал вниз, убив одного и ранив двух моряков. Наконец во время флотских манёвров 28 мая 1911 года, «Сюффрен» внезапно потерял ход из-за прорыва клапана, и столкнулся с броненосцем «Демократи».

### Первая мировая война
Во время Первой мировой войны уже считающийся полностью устаревшим броненосец был задействован в операциях на Средиземном море. Осенью 1914 года он участвовал в блокаде Дарданелл, дабы помешать попыткам германского линейного крейсера «Гёбен» сделать вылазку в Средиземное море.
Устаревший корабль был сочтен достаточно малоценным для принятия участия в Дарданелльской операции. Во время кампании он во главе отряда из четырёх старых французских броненосцев бомбардировал форты Дарданелл. С 9 января корабль принимал участие в обстреле внешних фортов, 25 февраля подойдя к ним на дистанцию 2700 метров. 18 марта 1915 года, во время обстрела укреплений с ближней дистанции, броненосец подвергся яростному ответному огню и был поражен 14 раз в течение 15 минут. Один 254-мм снаряд с береговой батареи влетел в орудийный порт 164-мм казематированной установки и полностью её разрушил, убив весь расчёт и вызвав возгорание в погребах (быстро нейтрализованное). Другой снаряд пробил дыру в носовой части, что привело к затоплению погребов носовой башни. Несколько позже, во время отступления, броненосец принял участие в спасении экипажа подорвавшегося на минах «Бувэ».
После завершения неудачной морской фазы операции, «Сюффрен» эскортировал повреждённый броненосец «Голуа» на Мальту. 31 декабря он вернулся, чтобы сделать последний свой боевой выстрел, прикрывая эвакуацию союзных войск из Галлиполи. Во время этой операции он столкнулся с британским эвакуационным пароходом, отчего последний погиб.
20 января 1916 года, «Сюффрен» вернулся в Тулон, где прошёл первый за время войны масштабный ремонт. Вскоре после этого он был включен в состав отряда из шести броненосцев, направленных в греческие воды дабы предупредить любые попытки греческого флота вмешаться в действия на Салоникском Фронте. 7 октября, в момент наибольшего напряжения отношений, «Сюффрен» вместе с «Патри» и «Демократи» вторгся в гавань Элизии, готовясь к атаке на стоящие в гавани греческие корабли «Лемнос» и «Килкис», но в итоге ситуация разрешилась мирно.

### Гибель
20 ноября 1916 года «Сюффрен» вышел из Гибралтара и направился в Лорьян для проведения плановой модернизации. Он шёл без эскорта. 26 ноября 1916 года, примерно в 50 милях от Лиссабона, броненосец был торпедирован германской подводной лодкой U-52. Попадание торпеды вызвало детонацию погребов главного калибра, и корабль затонул за несколько секунд со всем экипажем из 648 человек. U-52 долго обыскивала место гибели в поисках выживших, но не смогла найти никого.